# Macandrevia cranium
Macandrevia cranium är en armfotingsart som först beskrevs av Otto Friedrich Müller 1776. Enligt Catalogue of Life ingår Macandrevia cranium i släktet Macandrevia och familjen Zeilleriidae, men enligt Dyntaxa är tillhörigheten istället släktet Macandrevia och familjen Laqueidae. Enligt den svenska rödlistan är arten akut hotad i Sverige. Arten förekommer i Götaland. Artens livsmiljö är havet. Inga underarter finns listade i Catalogue of Life.

## Bildgalleri

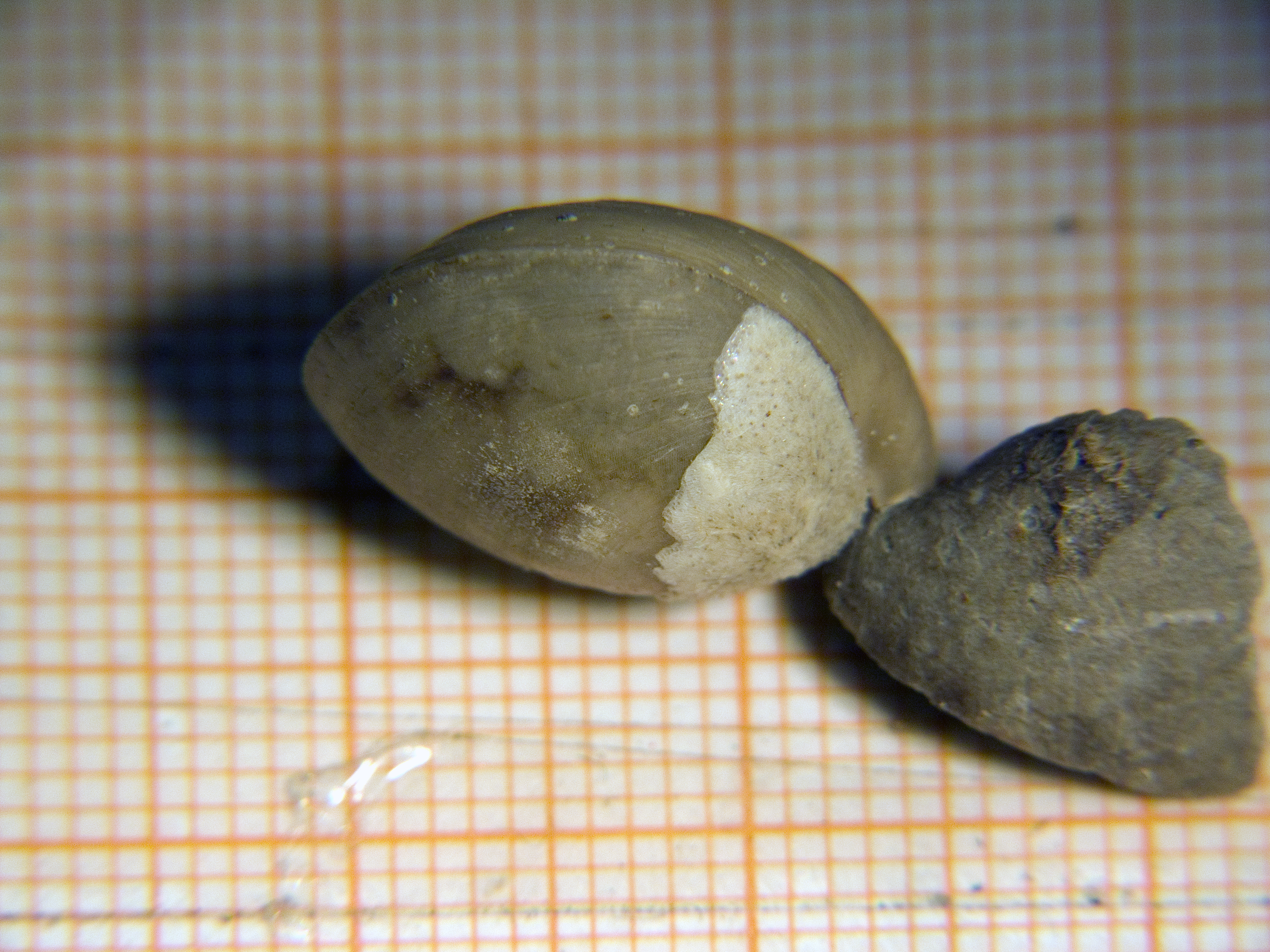
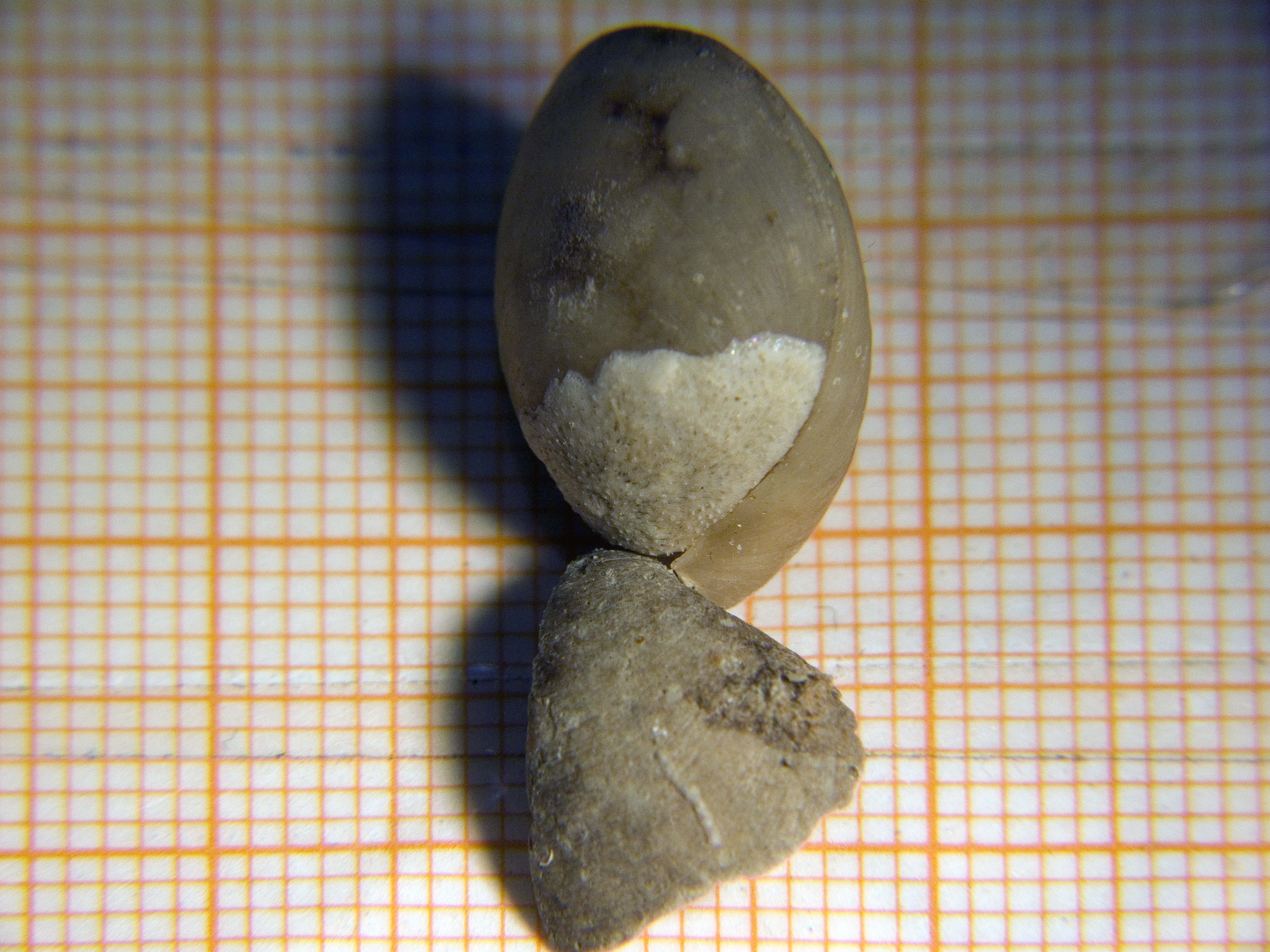